# Direction des soutiens et des finances
La direction des soutiens et des finances (DSF) est une des directions de la direction générale de la Gendarmerie nationale, aux côtés de la direction des opérations et de l'emploi, et de la direction des ressources humaines de la Gendarmerie nationale. La DSF est chargée d'assurer, en tous temps et en tous lieux, aux unités de la gendarmerie nationale les moyens juridiques, financiers, immobiliers et matériels nécessaires à l'accomplissement de leur mission. Il lui revient d'évaluer l'impact sur les ressources de toutes les évolutions intéressant la gendarmerie. Enfin, elle propose le modèle d'organisation des unités et de dotation.
Le directeur des soutiens et des finances est le représentant permanent du directeur général de la gendarmerie nationale, responsable du programme « gendarmerie nationale » (programme 152), dans le domaine budgétaire.

## Organisation
Outre des chargés de mission et des chargés de fonction, la DSF comprend :
- la sous-direction administrative et financière (SDAF) :
  - bureau de la préparation et du pilotage de la masse salariale (BPPMS) ;
  - bureau de la préparation et du pilotage du fonctionnement et de l'investissement (BPPFI) ;
  - bureau de la synthèse budgétaire (BSB) ;
  - bureau de l'administration (BA) ;
- la sous-direction de l'immobilier et du logement (SDIL),
  - bureau du budget et de la réglementation
  - bureau de la prospective, de la programmation et du pilotage immobiliers
- et la sous-direction de l'organisation et des effectifs (SDOE) :
  - bureau des effectifs et des référentiels (BER) ;
  - bureau des études d'organisation (BE) ;
  - bureau de l'organisation (BOF).

## Dirigeants
La direction de la DSF est assurée par des officiers généraux de gendarmerie, contrôleurs généraux des armées ou inspecteurs généraux de l'administration.

### Chefs du service des plans et moyens de la Gendarmerie nationale
| Date de nomination | Chef de service                                      |
| ------------------ | ---------------------------------------------------- |
| 1er juillet 1995   | général de division Claude Gervais                   |
| 1er juillet 1997   | général de division Paul Rocher                      |
| 1er mars 1999      | général de division Jean-François Lefèvre            |
| 1er novembre 2001  | général de division Claude Lepetit                   |
| 27 mars 2002       | contrôleur général des armées Yann Marchadour        |
| 19 octobre 2006    | contrôleur général des armées Jean-Robert Rebmeister |

### Directeurs des soutiens et des finances
À partir du 23 décembre 2009, le service des plans et moyens de la DGGN devient la DSF :
| Date de nomination | Directeur                                                              |
| ------------------ | ---------------------------------------------------------------------- |
| 1er février 2010   | contrôleur général des armées Jean-Robert Rebmeister                   |
| 1er février 2011   | général de corps d'armée Pierre Renault                                |
| 1er mars 2014      | inspecteur général de l'administration Philippe Debrosse               |
| 1er décembre 2016  | général de corps d'armée Laurent Tavel                                 |
| 1er janvier 2020   | ingénieur en chef des ponts, des eaux et des forêts François Desmadryl |